# Павловка (Краснокутский район)
Павловка (укр. Павлівка), поселок, 
Пархомовский сельский совет,
Краснокутский район,
Харьковская область.
Код КОАТУУ — 6323585503. Население по переписи 2001 года составляет 269 (126/143 м/ж) человек.

## Географическое положение
Поселок Павловка находится в белке Петришин Яр на расстоянии в 2 км от реки Хухра (левый берег),
на берегу реки в 2-х км от посёлка расположено село Солнечное (Сумская область).

## История
- 1850 — дата основания.

## Экономика
- Свинотоварная ферма.